# Polycarp Nyamuchoncho
Polycarp Nyamuchoncho war vom 13. Mai 1980 bis zum 15. Dezember 1980 Mitglied der Präsidialkommission von Uganda.
Der studierte Jurist arbeitete später als Richter. Nachdem der Präsident Godfrey Binaisa gestürzt worden war, wurde für die Übergangszeit bis zur Wahl im Dezember 1980 eine Präsidialkommission, bestehend aus den Richtern Polycarp Nyamuchoncho und Saulo Musoke sowie Yoweri Hunter Wacha-Olwol, geschaffen. Während ihrer siebenmonatigen Amtszeit übten sie alle präsidentiellen Aufgaben aus wie die Vereidigung neuer Minister, Empfang der Beglaubigungsschreiben neuer Gesandter und die Genehmigung der vom Übergangsparlament (National Consultative Council; NCC) beschlossenen Gesetze. Am 14. November 1980 lösten sie das NCC auf. Nachfolger der Präsidentialkommission wurde der frühere Präsident Milton Obote.
Nyamuchoncho stammte aus Rukungiri. Er starb in den 1990er Jahren.